# 埃尔南-佩雷斯
埃尔南-佩雷斯，是西班牙埃斯特雷马杜拉卡塞雷斯省的一个市镇。总面积36平方公里，总人口497人（2001年），人口密度14人/平方公里。